# Кумтор
Кумтор — кар'єр з видобування золотоносних руд, що розробляє однойменне унікальне родовище золота у Киргизстані.

## Історія
«Кумтор Оперейтінг Компані» (КОК) заснована у 1992 році як дочірнє підприємство і оператор проекта «Кумторзолото». Дві третини проекта належить «Киргизалтину» і одна третина — канадській корпорації «Камеко».

## Характеристика
Розташоване на висоті 4000 м над рівнем моря. Запаси Кумтору станом на 2000 р. експерти оцінюють в 500—700 т золота, держкомісія по запасах затвердила 285 т балансових запасів, 22,8 т — забалансових. У СП «Кумтор» (з участю канадської компанії «Камеко») з 1996 р. інвестовано 452,2 млн. дол. США.

## Технологія розробки. Сучасний стан
З початку експлуатації тут до 2001 р. видобуто понад 100 т золота. Річна продуктивність по руді — 6 млн т, по золоту — 20 т. Собівартість золота — 150—180 дол. за унцію. На місці виплавляється сплав Δоре. Афінаж золота здійснюється на Карабалтінському комбінаті (60 км від м. Бішкек). При щорічному видобутку в 20-22 т кар'єрні запаси можуть бути погашені за 10 років. Подальша перспектива пов'язується з підземними рудовидобувними роботами.